# Beth Formaggini
Elizabeth Versiani Formaggini (Montes Claros, ?) é uma cineasta brasileira.
Depois de se graduar em História pela Universidade Federal Fluminense, foi para a Itália e especializou-se em documentário na Universidade de Roma. Colaborou com Eduardo Coutinho, como produtora e pesquisadora, nos filmes Babilônia 2000, Edifício Master e Peões. Foi presidente da seção Rio de Janeiro da Associação Brasileira de Documentaristas.

## Filmografia
- 2015 - Xingu Cariri Caruaru Carioca  : Prêmio de melhor filme no Festival In-Edit Brasil 2016
- 2011 - Angeli 24 Horas : melhor produção em outras linguagens" Troféu HQ Mix  2012

- 2007 - Memória Para Uso Diário  :Prêmio do júri popular de melhor documentário no Festival do Rio 2007